# Benson-Klasse
Die Benson-Klasse war eine Klasse von 30 Zerstörern der United States Navy die 1940 bis 1947 in Dienst stand.

## Allgemeines
Diese Schiffe wurden in zwei Losen in Auftrag gegeben. Das erste Los aus sechs Schiffen wurde im Finanzjahr 1938 in Auftrag gegeben und bei Bethlehem Steel in Quincy, Massachusetts sowie drei staatseigenen Werften der US Navy (Boston, Charleston und Puget Sound) gebaut. Die restlichen 24 Schiffe wurden in den Jahren 1941 und 1942 genehmigt und auf den Werften von Bethlehem Steel in Quincy, San Francisco, San Pedro und Staten Island gebaut.
Die Schiffe der Benson-Klasse wurden als Verbesserung der Sims-Klasse geplant, von der sie sich äußerlich hauptsächlich durch den zweiten Schornstein unterschieden. Sie besaßen eine geänderte Anordnung des Antriebs, wobei jeweils ein Maschinen- und Kesselraum mit einem eigenen Schornstein zu einer Einheit zusammengefasst wurde. Diese Konfiguration sollte verhindern, dass das Schiff durch einen einzigen Torpedotreffer bewegungsunfähig gemacht würde. Durch diese Veränderungen wurde die Verdrängung der Schiffe um ca. 60 Tonnen erhöht.
Während des Weltkriegs wurden vier der Schiffe zerstört, zwei von den Japanern und eines von den Deutschen. Der vierte Verlust entstand durch Kollision mit einem Frachter. Die restlichen Schiffe wurden nach dem Krieg außer Dienst gestellt oder als Zielschiffe verwendet.
Die Benson-Klasse wurde durch die Gleaves-Klasse ergänzt. Diese Zerstörer wurden nach denselben Bauplänen von Gibbs & Cox konstruiert und unterschieden sich äußerlich nur durch die runden Schornsteine, die bei den Bensons flache Seiten aufwiesen.

## Schiffe der Klasse
| Kennung   | Name              | Kiellegung         | Stapellauf        | Indienststellung      | Außerdienststellung | Verbleib |
| 1. Baulos | 1. Baulos         | 1. Baulos          | 1. Baulos         | 1. Baulos             | 1. Baulos           | 1. Baulos |
| --------- | ----------------- | ------------------ | ----------------- | --------------------- | ------------------- | --- |
| DD-421    | Benson            | 16. Mai 1938       | 15. November 1939 | 25. Juli 1940         | 18. März 1946       | 26. Februar 1954 an Taiwan verliehen, 1974 verschrottet |
| DD-422    | Mayo              | 16. Mai 1938       | 26. März 1940     | 21. September 1940    | 18. März 1946       | 8. Mai 1972 zum Abwracken verkauft |
| DD-425    | Madison           | 19. September 1938 | 20. Oktober 1939  | 6. August 1940        | 13. März 1946       | 14. Oktober 1969 als Zielschiff versenkt. |
| DD-426    | Lansdale          | 19. Dezember 1938  | 30. Oktober 1939  | 17. September 1940    | –                   | 20. April 1944 vor der algerischen Küste durch deutschen Luftangriff versenkt                                                                                      |
| DD-427    | Hilary P. Jones   | –                  | 14. Dezember 1939 | 6. September 1940     | 6. Februar 1947     | 26. Februar 1954 an Taiwan verliehen, 1974 verschrottet |
| DD-428    | Charles F. Hughes | –                  | 16. Mai 1940      | 5. September 1940     | 18. März 1946       | 16. März 1969 als Zielschiff versenkt. |
| 2. Baulos |                   |                    |                   |                       |                     | |
| DD-459    | Laffey            | 13. Januar 1941    | 30. Oktober 1941  | 31. März 1942         | –                   | 13. November 1942 durch japanisches Schlachtschiff versenkt. |
| DD-460    | Woodworth         | 30. April 1941     | 29. November 1941 | 30. April 1942        | 11. April 1946      | 11. Juni 1951 an die italienische Marine übergeben, im Januar 1971 außer Dienst gestellt und abgewrackt.                                                           |
| DD-491    | Farenholt         | –                  | 19. November 1941 | 2. April 1942         | 26. April 1946      | Im November 1972 zum Abwracken verkauft |
| DD-492    | Bailey            | 29. Januar 1941    | 19. Dezember 1941 | 11. Mai 1942          | 2. Mai 1946         | 4. November 1969 als Zielschiff versenkt. |
| DD-598    | Bancroft          | –                  | 31. Dezember 1941 | 30. April 1942        | 1. Februar 1946     | 1973 abgewrackt |
| DD-599    | Barton            | 20. Mai 1941       | 31. Januar 1942   | 29. Mai 1942          | –                   | 4. November 1942 vor Guadalcanal durch japanischen Zerstörer Amatsukaze versenkt.                                                                                  |
| DD-600    | Boyle             | –                  | 15. Juni 1942     | 15. August 1942       | 29. März 1946       | 3. Mai 1973 als Zielschiff versenkt. |
| DD-601    | Champlin          | –                  | 25. Juli 1942     | 12. September 1942    | 31. Januar 1947     | 8. Mai 1972 zum Abwracken verkauft |
| DD-602    | Meade             | 25. März 1941      | 15. Februar 1942  | 22. Juni 1942         | 17. Juni 1946       | im Februar 1973 als Zielschiff versenkt. |
| DD-603    | Murphy            | 19. Mai 1941       | 29. April 1942    | 25. Juli 1942         | 9. März 1946        | 21. Oktober 1943 Verlust der Bugsektion nach Zusammenstoß mit dem Tanker Bulkoil, nach Reparatur wieder in Dienst gestellt. 6. Oktober 1972 zum Abwracken verkauft |
| DD-604    | Parker            | 9. Juni 1941       | 12. Mai 1942      | 31. August 1942       | 31. Januar 1947     | 1973 zum Abwracken verkauft |
| DD-605    | Caldwell          | –                  | 15. Januar 1942   | 10. Juni 1942         | 24. April 1946      | 4. November 1966 zum Abwracken verkauft |
| DD-606    | Coghlan           | –                  | 12. Februar 1942  | 10. Juli 1942         | 31. März 1947       | – |
| DD-607    | Frazier           | –                  | 17. März 1942     | 30. Juli 1942         | 15. April 1946      | 6. Oktober 1972 zum Abwracken verkauft |
| DD-608    | Gansevoort        | 16. Juni 1941      | 12. April 1942    | 25. August 1942       | 1. Februar 1946     | 23. März 1972 als Zielschiff versenkt. |
| DD-609    | Gillespie         | –                  | 1. November 1942  | 18. September 1942 ?? | 17. April 1946      | 1972 als Zielschiff versenkt. |
| DD-610    | Hobby             | –                  | 4. Juni 1942      | 18. November 1942     | 1. Februar 1946     | 1. Juni 1972 als Zielschiff versenkt. |
| DD-611    | Kalk              | 30. Juni 1941      | 18. Juli 1942     | 17. Oktober 1942      | 3. Mai 1946         | im März 1969 als Zielschiff versenkt. |
| DD-612    | Kendrick          | –                  | 2. April 1942     | 12. September 1942    | 31. März 1947       | bei Tests auf See zerstört |
| DD-613    | Laub              | 1. Mai 1941        | 28. April 1942    | 24. Oktober 1942      | 2. Februar 1946     | 14. Januar 1975 zum Abwracken verkauft |
| DD-614    | MacKenzie         | 29. Mai 1941       | 27. Juni 1942     | 21. November 1942     | 4. Februar 1946     | 1. Juni 1974 bei Flottenmanövern versenkt |
| DD-615    | McLanahan         | 29. Mai 1941       | 2. September 1942 | 19. Dezember 1942     | 2. Februar 1946     | 1974 zum Abwracken verkauft |
| DD-616    | Nields            | 15. Juni 1942      | 1. Oktober 1942   | 15. Januar 1943       | 26. März 1946       | 8. Mai 1972 zum Abwracken verkauft |
| DD-617    | Ordronaux         | 25. Juli 1942      | 9. November 1942  | 13. Februar 1943      | Januar 1947         | 1973 zum Abwracken verkauft |